# Anselmo Guido Pecorari

Escudo de armas del nuncio Anselmo Guido Pecorari

Anselmo Guido Pecorari (Sermide, Provincia de Mantua, Italia, 19 de mayo de 1946) es un sacerdote católico y diplomático italiano.

## Biografía
Pecorari fue ordenado sacerdote en 1970. Es experto en Derecho Canónico y Teología. 
Activo desde 1980 al servicio diplomático de la Santa Sede. Primeramente se desempeñó en Liberia, España, Irlanda y Eslovenia. En 1981 recibió el título de Capellán de Su Santidad y en 1991 el título de Prelado Honorario de Su Santidad.
En 2003 fue nombrado arzobispo titular de Populonia y Nuncio Apostólico en Ruanda.
Desde 2008 a 2014 fue Nuncio Apostólico en Uruguay.